# Sitta przewalskii
El trepador de Przewalski (Sitta przewalskii) es una especie de ave paseriforme de la familia Sittidae.
Fue considerado durante mucho tiempo una subespecie del trepador cariblanco (Sitta leucopsis), no obstante, difiere significativamente en morfología y vocalización. Tanto S. przewalskii como S. leucopsis se han considerado estrechamente relacionados con el trepador pechiblanco (Sitta carolinensis). Es un trepador de tamaño mediano, de unos 13 cm (5.1 pulgadas) de longitud. La parte superior del cuerpo es azul oscura a gris o color pizarra, haciéndose azul oscura a negra en el píleo. Las mejillas y garganta se presentan de blanco ante a naranja, y se degrada a color canela en las partes inferiores, donde se intensifica el color en los lados del pecho. Las vocalizaciones consisten en series de ascendentes silbidos y notas breves alternas.
El ave es endémica de las zonas en el sureste del Tíbet y el centro oeste de China, incluyendo el este de Qinghai, Gansu y Sichuan, donde habita en los bosques montanos de coníferas, tanto píceas como abetos. La altitud a la que anida varía según la región, pero generalmente se encuentra entre 2250 y 4500 m s. n. m. (7380 a 14 760 ft). La especie fue descrita por primera vez en 1891 a partir de un espécimen macho recogido en la prefectura de Haidong. El nombre común y binomio latino conmemoran al explorador ruso Nikolái Przewalski, quien descubrió la especie en 1884. Poco se sabe acerca de las interrelaciones que establece con su hábitat, probablemente comparables con las del trepador cariblanco.
Pamela C. Rasmussen le concedió el rango de especie completa (separado del trepador cariblanco) en 2005 en su Birds of South Asia. The Ripley Guide. Otras autoridades han adoptado el cambio aunque, hasta el año 2014, S. przewalskii no tenía una evaluación completa de amenazas por parte de la BirdLife International y de la Unión Internacional para la Conservación de la Naturaleza. Un estudio filogenético de 2014 de la especie la colocó en la base del árbol evolutivo de los trepadores de las 21 especies examinadas, disipando así la hipótesis de que S. przewalskii podría pertenecer a la misma especie que S. carolinensis.

## Descripción
Debido a que Sitta przewalskii fue considerado inicialmente una subespecie del trepador cariblanco, su descripción a menudo se ha hecho en comparación con éste. Aunque ambas especies carecen de la línea ocular negra típica de otros trepadores, el color es distinto en S. leucopsis ya que tiende a ser pardo blanquecino o crema en sus mejillas, garganta, pecho, flancos y vientre. S. przewalskii puede tener distintas tonalidades del color canela. También es el más pequeño de los dos, y su pico es notablemente más delgado. Los machos y hembras de la especie son casi idénticos en apariencia, a excepción de una brillante coloración canela presente en el macho.
El área sobre los ojos, incluyendo la frente, el píleo y la nuca, es de un profundo negro azulado hasta el borde superior del manto. El manto propiamente dicho es de un azul grisáceo que varía de moderado a oscuro, al igual que las coberteras sobre las alas y las plumas terciarias, y se hace grisáceo oscuro en las coberteras medianas, mayores y primarias y la álula. Las plumas secundarias y primarias internas están bordeadas por color azul grisáceo. Las rectrices centrales son azules grisáceas, y las timoneras externas son de un grisáceo negruzco que palidece hacia las puntas.
Las zonas de la cara y de los alrededores, incluidas bridas, lista superciliar, coberteras de las orejas, mejillas y garganta se muestran de blanco a naranja pálido. El vientre y pecho son mayormente de un color canela que se oscurece a naranja en los lados del pecho. Los flancos traseros y plumas de las coberteras bajo la cola son rufos. Cuando el plumaje está desgastado, el color puede ser irregular en las partes bajas y de tono más claro. La mandíbula superior del pico es negra, y la inferior es gris con la punta negra. El iris y las patas son de color marrón oscuro. Los ejemplares juveniles de la especie se parecen a los adultos, excepto por la base de sus picos, amarilla y proporcionalmente más corta, y por su coloración general, menos vibrante.
El trepador de Przewalski es un ave de tamaño mediano, de unos 12.5 a 13 cm (4.9 a 5.1 pulg) de longitud. El ala plegada del macho es de 72 a 77 mm (2.8 a 3.0 pulg) de largo y la de la hembra es de 69 a 74 mm (2/7 a 2/9 pulg); un promedio de 4 mm (0.16 pulg) más corto que el trepador cariblanco. La envergadura es de unos 22.5 cm (8.9 pulg). El pico mide entre 17 y 17.6 mm (0.67 a 0.69 pulg), es más delgado y corto que el de S. leucopsis, cuyo pico mide aproximadamente 21 mm (0.83 pulg) de largo. El tarso mide 18 mm (0.71 pulg), y la cola tiene 43 mm (1.7 pulg) de longitud.

## Taxonomía

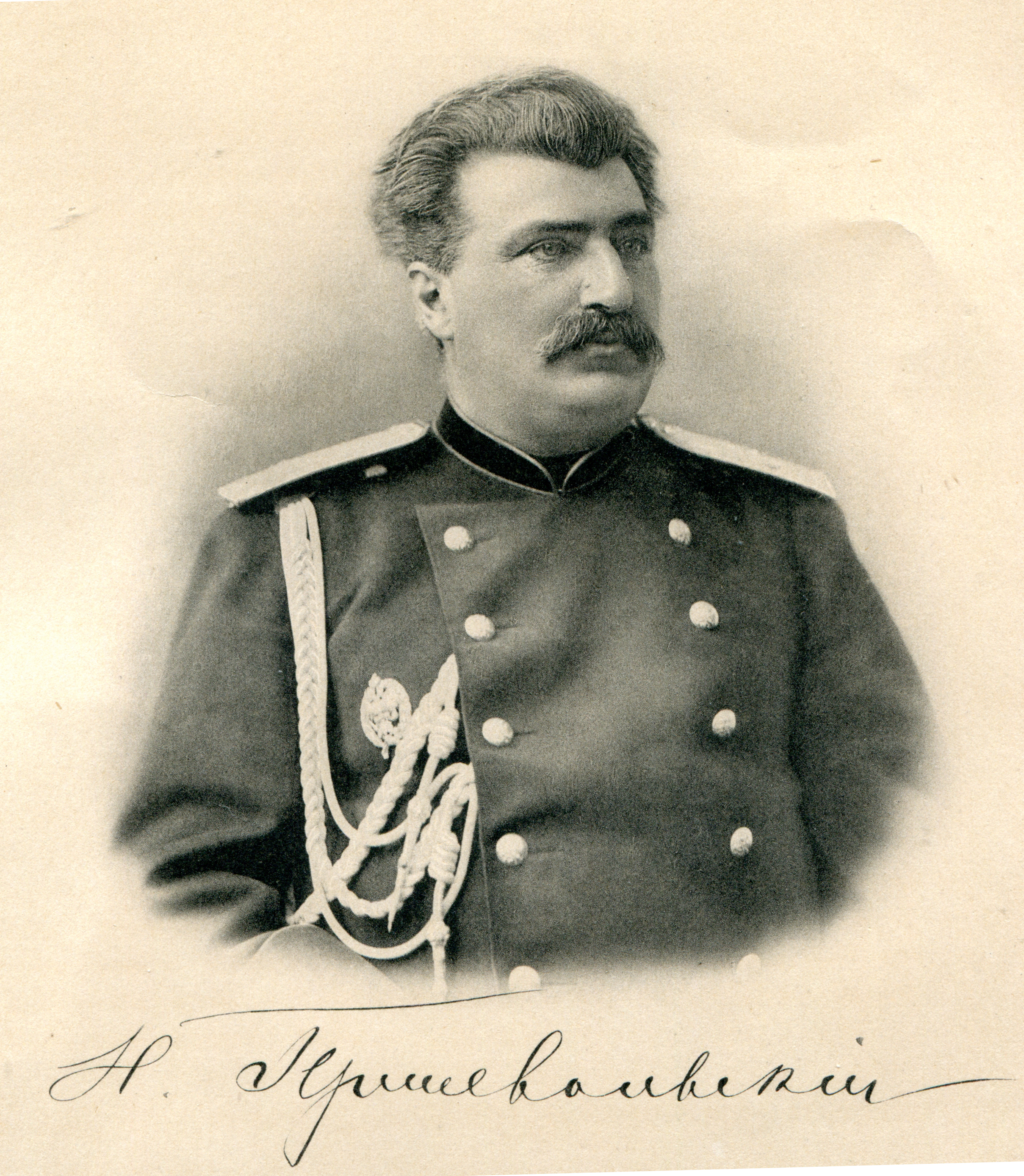
Nikolái Mijáilovich Przewalski (1839-1888), explorador ruso que observó a la especie por primera vez en 1884. El epíteto específico es un reconocimiento de taxónomos posteriores.

Las sitas constituyen un género —Sitta— de pequeñas aves paseriformes de la familia Sittidae. El género se divide en siete subgéneros, de los cuales S. przewalskii pertenece a Leptositta, junto con su subespecie nominal, Sitta leucopsis, y el trepador pechiblanco (Sitta carolinensis). Los trepadores se caracterizan por sus alas cortas y comprimidas, de forma cuadrada con doce plumas, colas cortas, cuerpos compactos, picos puntiagudos bastante largos y fuertes, pies con garras largas, así como por su comportamiento, con una singular forma de descender de cabeza por el tronco de los árboles. La mayoría de los trepadores presentan la parte superior gris o azul, y una línea negra que atraviesa los ojos. Una característica reconocible del trepador de Przewalski es que carece de la línea ocular común de la mayoría de sitas.
Sitta deriva del nombre griego antiguo para los trepadores (σιττη [sittē]). En inglés Nuthatch («trepador»), registrado por primera vez en 1350, deriva de nut y de una palabra probablemente relacionada con hack, ya que estas aves escarban buscando las nueces que han guardado en las grietas de los árboles. La definición del Diccionario de la lengua española hace énfasis en el hecho de que el dedo externo de estas aves está unido en su base al dedo medio, gracias a lo cual pueden trepar la corteza de los árboles con facilidad como los pájaros carpinteros.
Sitta przewalskii fue descrito científicamente por los rusos Mijaíl Mijáilovich Berezovski y Valentín Bianchi en 1891 sobre la base de un solo espécimen obtenido en la prefectura de Haidong, al este de Qinghai. El nombre común y binomio latino proviene del explorador ruso Nikolái Przewalski, quien descubrió la especie en el Tíbet en 1884 y la denominó Sitta eckloni sin proporcionar una descripción adecuada, lo que lo hace un nomen nudum. Aunque los hábitats principales de Sitta przewalskii y el trepador cariblanco (Sitta leucopsis) están separados uno de otro por casi 1500 km (930 millas), el trepador de Przewalski fue descrito como estrechamente relacionado con el trepador cariblanco, y fue a partir de entonces que fueran considerados y tratados conespecíficamente en la mayoría de las ocasiones, como una subespecie de S. leucopsis.
En 2005, Pamela C. Rasmussen concedió el estatus de taxón autónomo en su libro Birds of South Asia. The Ripley Guide, al dividir la especie S. leucopsis. La clasificación fue adoptada por los ornitólogos Nigel J. Collar y John D. Pilgrim  en 2007, y aprobado por el Congreso Ornitológico Internacional, por el ornitólogo británico Alan P. Peterson —en su reconocida  Zoological Nomenclature Resource (Zoonomen)— y por Internet Bird Collection (IBC), patrocinado por Aves del Mundo. Ninguna subespecie ha sido identificada en przewalskii.
En la explicación de su separación de la especie, Rasmussen señaló una divergencia morfológica y diferencias significativas en la vocalización. El ornitólogo Edward C. Dickinson indicó en un artículo de 2006 que, a pesar de la evidencia de diferencias morfológicas y vocales que han sido establecidas entre S. przewalskii y S. leucopsis, poco se ha publicado hasta el momento sobre la presentación de detalles morfológicos comparativos, y que sería instructivo estudiar cómo cada taxón responde a los sonidos que emite el otro.
El trepador cariblanco, contemplando también al  S. przewalskii, se considera estrechamente relacionado con el trepador cariblanco (Sitta carolinensis), que tiene un llamado similar (aunque Sitta carolinensis tiene un tono moderadamente alto), y que en ocasiones han sido tratados como la misma especie. A su vez, se ha propuesto que el triunvirato de S. przewalskii, S. leucopsis y Sitta carolinensis podría estar relacionado con el trepador canadiense (Sitta canadensis), un grupo monofilético, correspondiente al subgénero Micrositta, que incluye seis especies de trepadores de tamaño medio. Estas relaciones siguen estando poco claras. Un estudio molecular de Éric Pasquet, realizado en 2014, proporcionó cierta claridad en este aspecto.
En 2014, Éric Pasquet et al. publicaron una filogenia basada en el examen de ADN nuclear y mitocondrial de veintiuna especies de trepadores. Aunque S. leucopsis no fue incluido en el estudio, se encontró que en el grupo estudiado de los trepadores, S. przewalskii es basal —un antepasado en la base (o raíz)— en el árbol genealógico evolutivo de los trepadores, y por lo tanto «hermano de las demás trepadores, sin parientes cercanos». Los hallazgos fueron resultado de análisis filogenéticos (el empleo de la inferencia bayesiana y los métodos de máxima verosimilitud). Posteriormente, se realizó un análisis biogeográfico (utilizando el modelo de dispersión-extinción-cladogénesis). El cladograma obtenido a partir de los resultados indica que el primer clado y descendientes más cercanos del trepador de Przewalski son el trepador pechiblanco y el trepador gigante (S. magna), lo que disipa la hipótesis de que S. przewalskii podría pertenecer a la misma especie que S. carolinensis.

## Vocalizaciones y comportamiento

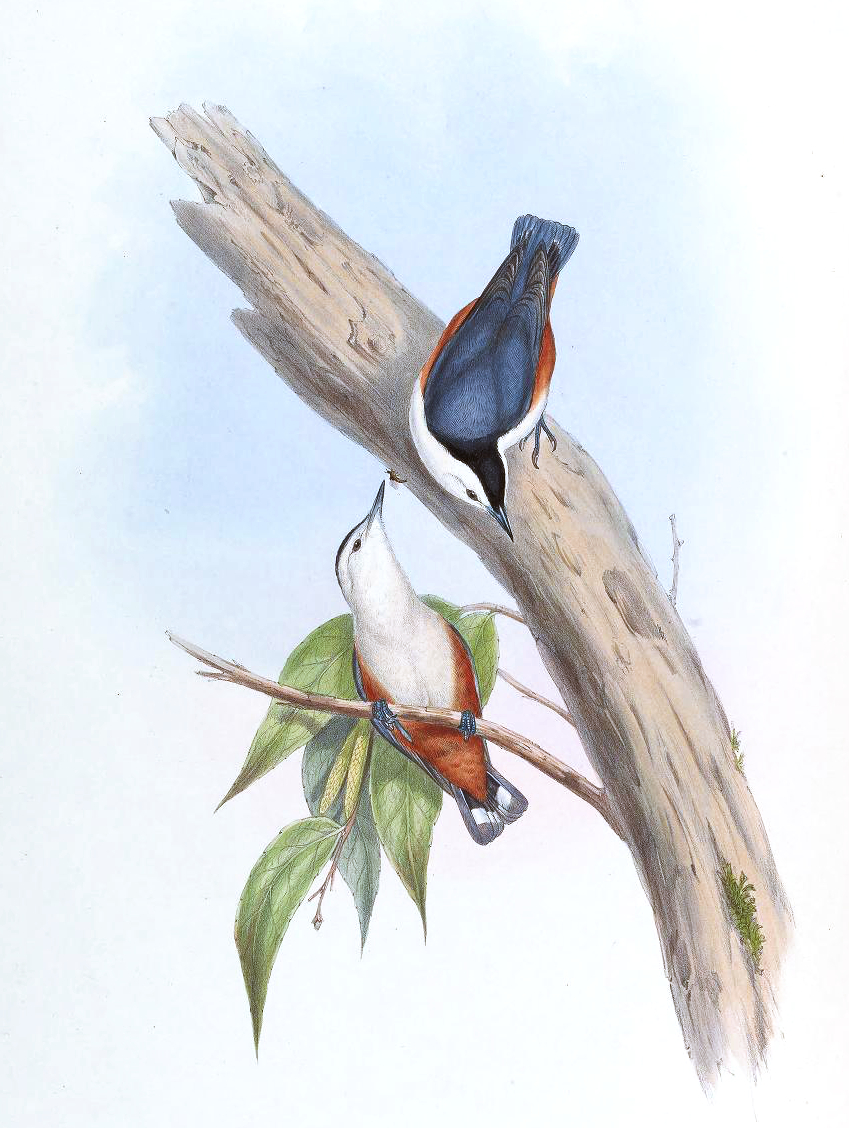
Dibujo de John Gould y Henry Constantine Richter de una pareja de trepadores cariblancos (Sitta leucopsis). Supuestamente, S. przewalskii es su primo cercano.

Los llamados territoriales de Sitta przewalskii difieren significativamente de los de S. leucopsis, cuyas notas son más nasales, mientras que el canto de S. przewalskii usa versos largos compuestos por silbidos que ascienden en el tono, intercalados con breves notas. De acuerdo con Aves del Mundo, las vocalizaciones incluyen un chip asordinado y suave que se repite en series irregulares; un fuerte y enfático silbido dweep o dweep-eep; un tenue que nasal y quejumbroso, generalmente repetido de 3 a 5 veces, y notas más débiles pee-pee-pee-pee... o seet-seet-seet-seet.. en el mismo tono, pero que desaceleran hacia el final de la frase.
En 1950, el naturalista inglés Frank Ludlow presentó una descripción del ave, que le proporcionó Ernst Schäfer cuando estudió un macho adulto cerca de Litang en 1934. Lo caracterizó como «uno de los habitantes más tímidos y raros del bosque de coníferas», y que lleva una vida solitaria, al igual que las poblaciones cercanas de picos tridáctilos (Picoides tridactylus funebris). No obstante, Ludlow observó la especie en el sureste del Tíbet, probablemente durante el invierno, y no la consideró especialmente reservada. Informó haber matado a un espécimen en un sauce, lejos de las zonas habituales de anidación de la especie en coníferas. El espécimen fue capturado en las afueras de un bosque, en una cresta entre dos valles, donde estaba posado en una rama seca desde la que se lanzó en persecución de insectos voladores, como un papamoscas.

## Distribución y hábitat

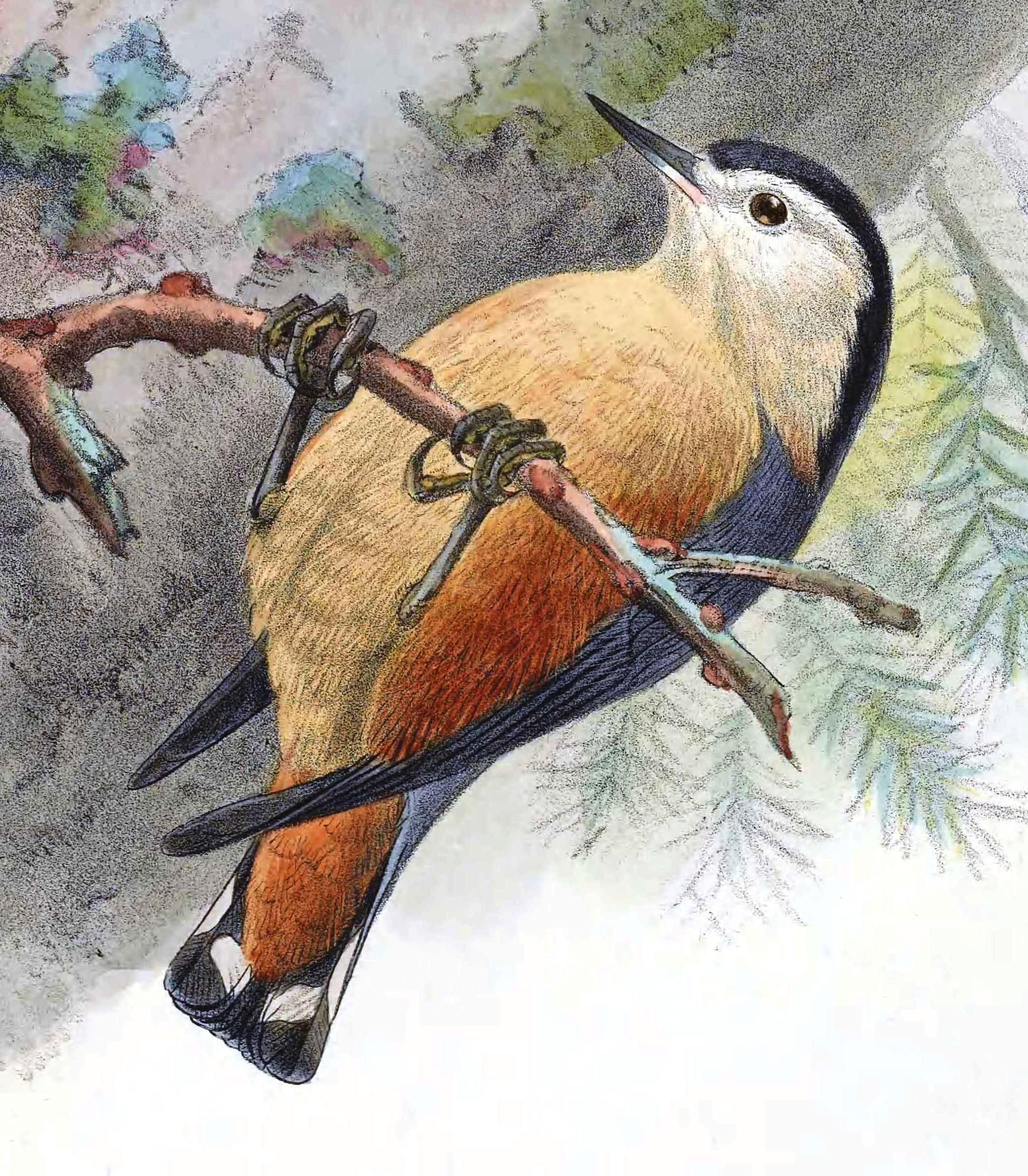
Ilustración de un S. przewalskii con el plumaje desgastado, por.

La especie es endémica de una zona en el centro-oeste de China y sureste del Tíbet. En China, se encuentra en la zona este de Qinghai, desde las montañas Daba tan al norte como el condado autónomo de Menyuan Hui y tan al sur como la meseta de Amdo (35°N 101°E / 35, 101), así como en la parte sur de Qinghai en el condado de Nangqên; en la cuenca del río Amarillo en el condado de Xinghai; en Gansu, en el suroeste de los condados de Xiahe y Min; en Sichuan, donde se ha observado en el norte, centro y oeste de la provincia, incluyendo avistamientos en el condado de Songpan y en la reserva natural del valle de Jiuzhaigou, en las montañas de Qionglai, en el distrito de Wolong, en la región del condado de Barkam, y en el área de Litang. La especie ha sido observada también en Kunming, en el suroeste de China, donde es muy probable que migre para pasar el invierno.
En el Tíbet, la especie se ha localizado, en la Región Autónoma, en el noreste de la prefectura de Chamdo; y en el sureste del condado de Tse (en diciembre) y en Dzeng (en abril), ambos en la cuenca del Yarlung Tsangpo. Los avistamientos en el Gran Cañón del Yarlung Tsangpo son anómalos, ya que solo lo visitan en invierno. El ave observada en Dzeng se encontraba fuera del hábitat usual de la especie, bosques de coníferas, y tanto los individuos de Dzeng como los de Tse presentaban partes inferiores atípicamente pálidas, lo que indica que podría haberse tratado de ejemplares de S. leucopsis con rasgos de introgresión genética del trepador de Przewalski.
S. przewalskii habita los bosques montanos de coníferas de píceas o abetos. Su rango altitudinal generalmente llega hasta la línea forestal. En China se ha observado distribuido a 4270 m (14 010 ft) de altura (en Sichuan durante agosto) y en Qinghai a unos 2590 a 2895 m (8497 a 9498 ft) y aproximadamente 2250 m (7380 ft, durante junio). En el oeste de Nepal se ha descrito una distribución a unos 2745 a 4575 m (9006 a 15 010 ft). En el Tíbet se ha informado de la presencia de especímenes en alturas de 3500 a 4500 m (11 500 a 14 800 ft) en el noreste, y de 2895 a 3050 m (9498 a 10 007 ft) en el sureste.

## Situación de conservación
Sitta przewalskii no está considerado como una especie independiente por BirdLife International y la Unión Internacional para la Conservación de la Naturaleza, y su nivel de amenaza no ha sido evaluado por ellos. Pese a que es descrito como escaso en China y el sudeste de Tíbet, puesto que el taxón se trata más bien como una subespecie de S. leucopsis, la evaluación de su población incorpora la relativa abundancia de sus especies parentales. Por consiguiente, se cataloga como de «preocupación menor».
Ya que S. przewalskii no ha sido ampliamente estudiado en forma independiente de S. leucopsis, podría aplicarse una clasificación de «datos insuficientes», pero la rareza de su avistamiento genera preocupación por su situación; a pesar de no poder determinarse el nivel de amenaza de la especie por la falta de datos, es probable que a la especie (efectivamente, de facto) se le pudiera asignar un estatus de «casi amenazada» o, incluso, «vulnerable».